# دانيال كريغ
دانيال كريَغ (بالإنجليزية: Daniel Craig)‏ (2 مارس، 1968) هو ممثل إنجليزي، اشتهر بلعبه دور العميل السري جيمس بوند منذ 2006 , ظهر في الكثير من الأفلام منها طريق إلى الهلاك وطبقة كعكة وميونخ وكازينو رويال والبوصلة الذهبية، كم من العزاء والفتاة ذات وشم التنين ورعاة البقر والفضائيين وسكايفول.

## سيرة
ولد كريَغ في تشستر، إنجلترا، بعد التحاقه بمدرسة كالداي اللغوية، انتقل إلى لندن عندما كان عمره 16 للانضمام إلى مسرح الشباب الوطني. بعد تدرّبه، تخرج في عام 1991 من مدرسة جيلدهول للموسيقى والدراما في لندن، وبدأ مسيرته المهنية في المسارح، أول دور سينمائي له كان في فيلم The Power of One في عام 1992، وبعد ذلك شارك في عدة مسلسلات تلفزيونية منها مسلسل تلفزيوني أنتجته البي بي سي عام 1996 وهو Our Friends in the North، ظهر في عام 1998 بفيلم إليزابيث الذي حاز على جوائز عديدة.
شارك كريغ بعد ذلك في أعمال لاقت رواجا دوليًا، ففي عام 2001 ظهر في فيلم المغامرات لارا كروفت: تومب رايدر. تلى ذلك العديد من الأعمال في الولايات المتحدة، من بينها فيلم طريق إلى الهلاك عام 2002 بطولة توم هانكس وبول نيومان، ولعب كريغ دور «كونور روني»، ابن لمجرم آيرلندي. تضمنت أدواره الرئيسية الأخرى «سيلفيا» في 2003 مع غوينيث بالترو، وطبقة كعكة وميونخ في 2005 .
في عام 2005 اختارت الشركة المنتجة لسلسلة أفلام جيمس بوند لكي يؤدي دور العميل السري الشهير، وكان الفيلم الأول لكريغ بدور بوند هو كازينو رويال عام 2006 , وتلاه فيلم كم من العزاء في عام 2008 وفي اكتوير 2012 صدر فيلم سكايفول وهو الفيلم الثالث له بدور بوند، ثم في نوفمبر 2015 أيضاً صدر فيلم طيف وهو يعتبر الجزء الرابع الذي قام فيه كريّغ بتمثيل دور بوند؛ والجزء الرابع والعشرون من سلسلة أفلام جيمس بوند، وتم التعاقد مع كريّغ لتمثيل جزء خامس في 2020.

## أبرز أفلامه
- إليزابيث (1998)
- لارا كروفت: تومب رايدر (2001)
- طريق إلى الهلاك (2002)
- كعكة الطبقات (2004)
- ميونخ (2005)
- كازينو رويال (2006)
- البوصلة الذهبية (2007)
- كم من العزاء (2008)
- المدافع (2008)
- مغامرات تان تان (2011)
- الفتاة ذات وشم التنين (2011)
- سكايفول (2012)
- طيف (2015)
- لا وقت للموت (2021)

## وصلات خارجية
- دانيال كريغ على موقع IMDb (الإنجليزية)
- دانيال كريغ على موقع ميتاكريتيك (الإنجليزية)
- دانيال كريغ على موقع الموسوعة البريطانية (الإنجليزية)
- دانيال كريغ على موقع روتن توميتوز (الإنجليزية)
- دانيال كريغ على موقع مونزينجر (الألمانية)
- دانيال كريغ على موقع قاعدة بيانات الأفلام العربية
- دانيال كريغ على موقع ألو سيني (الفرنسية)
- دانيال كريغ على موقع ميوزك برينز (الإنجليزية)
- دانيال كريغ على موقع تيرنر كلاسيك موفيز (الإنجليزية)
- دانيال كريغ على موقع أول موفي (الإنجليزية)